# Guille Rosas
Guillermo "Guille" Rosas, né le 17 mai 2000 à Gijón en Espagne, est un footballeur espagnol qui évolue actuellement au poste d'arrière droit au Sporting Gijón.

## Biographie

### En club
Né à Gijón en Espagne, Guille Rosas est formé par le club de sa ville natale, le Sporting Gijón, qu'il rejoint en 2009 en provenance du club de Xeitosa CF. Il commence sa carrière alors que le club évolue en deuxième division espagnole et joue son premier match le 11 octobre 2020 face au Real Oviedo, en championnat. Il entre en jeu lors de cette rencontre perdue par son équipe (1-0),.
La saison 2021-2022 est compliquée pour Rosas, qui est touché par plusieurs blessures ne lui permettant pas de jouer régulièrement, tandis que son club termine la saison à la 17e place de deuxième division. Dans le même temps il clame son désir de rester au Sporting Gijón, qu'il considère comme son club et sa maison.

### En sélection
Guille Rosas est convoqué pour la première fois avec l'équipe d'Espagne espoirs en août 2021. Il joue son premier match avec les espoirs le 3 septembre 2021, face à la Russie. Il entre en jeu lors de cette rencontre remportée par les espagnols (4-1 score final).